# Kassandra Missipo
Kassandra Ndoutou Eboa Missipo (* 3. Februar 1998 in Asse) ist eine belgische Fußballnationalspielerin. Seit 2023 spielt sie bei US Sassuolo Calcio.

## Karriere

### Vereinskarriere
Missipo spielte zunächst bei kleineren Vereinen und dann beim KAA Gent. Seit der Saison 2020/21 spielt sie für den RSC Anderlecht. Mit Anderlecht nahm sie auch erstmals an der Qualifikation zur UEFA Women’s Champions League 2020/21  teil. In der ersten Qualifikationsrunde konnten sie daheim den nordirischen Meister Linfield FC mit 8:0 bezwingen, verloren aber daheim in der zweiten Runde mit 1:2 gegen Benfica Lissabon.
Im Mai 2022 wechselte sie in die Schweiz zum FC Basel, wo sie einen Einjahresvertrag erhielt. Im August 2023 wechselte sie zu US Sassuolo Calcio.

### Nationalmannschaftskarriere
Im Mai 2014 lief Missipo bei einem Turnier in drei Länderspielen für die U-16 auf und erzielte auch ein Tor. Im Oktober nahm sie mit der U-17 an der ersten Qualifikationsrunde zur U-17-Fußball-Europameisterschaft der Frauen 2015 teil. Mit drei Siegen und 10:0 Toren konnten sich die Belgierinnen bei einem Turnier in Lettland für die zweite Runde qualifizieren. Bei dieser konnten sie zwar die ersten beiden Spiele im März 2015 gewinnen, durch eine 0:4-Niederlage gegen den späteren Europameister Spanien verpassten sie aber die Endrunde. Im September wurde sie dann in der ersten Qualifikationsrunde zur U-19-Fußball-Europameisterschaft der Frauen 2016 erstmals in der U-19 eingesetzt. Mit zwei Siegen und einer Niederlage gegen Aserbaidschan erreichten sie die zweite Runde. Hier konnten sie beim Turnier im März 2016 in Schweden nur gegen England gewinnen, verloren aber gegen die Gastgeberinnen und Österreich. 
Beim nächsten Anlauf im Oktober 2016 erzielte sie beim 9:0-Sieg gegen Litauen ihre einzigen Tore in der U-19-Mannschaft. Mit drei Siegen – diesmal auch gegen Österreich – erreichten sie die zweite Runde. Hier waren dann im Mai 2017 die Spanierinnen wieder zu stark, so dass ihre Zeit in der U-19 mit einer Niederlage endete.
Bereits im Juni 2016 hatte sie ihr Debüt in der A-Nationalmannschaft Belgiens gegeben. In einem Qualifikationsspiel zur EM 2017 gegen Estland wurde sie in der 77. Minute eingewechselt. Es blieb ihr einziger Einsatz in der Qualifikation, die die Belgierinnen erstmals erfolgreich abschlossen. Ihren nächsten Einsatz hatte sie im Januar 2017 in einem Freundschaftsspiel gegen Frankreich, wo sie bereits zur zweiten Halbzeit eingewechselt wurde. Die EM 2017, das erste große Fußballturnier für die Belgierinnen, fand dann ohne sie statt. Sie war zwar nominiert worden, aber kurz vor EM-Start aus disziplinarischen Gründen aus dem Kader gestrichen worden. Erst beim Zypern-Cup 2018 kam sie wieder zum Einsatz und spielte beim ersten Gruppenspiel gegen Tschechien erstmals über 90 Minuten. Ab da war sie Stammspielerin und wurde in den nächsten 32 Spielen nur einmal nicht eingesetzt.
So kam sie in allen Qualifikationsspielen zur EM 2022 zum Einsatz und qualifizierte sich mit ihrer Mannschaft zum zweiten Mal für die Endrunde. Für die ersten sechs Spiele der Qualifikation für die WM 2023 konnte sie verletzungsbedingt nicht berücksichtigt werden.
Bei der EM-Endrunde wurde sie im Gruppenspiel gegen Italien, das mit 1:0 gewonnen wurde und bei der 0:1-Niederlage gegen Schweden im Viertelfinale jeweils eingewechselt.
Nach der EM kam sie im letzten Gruppen-Spiel der Qualifikation für die WM 2023 zum Einsatz und qualifizierte sich mit ihrer Mannschaft für die Play-offs der Gruppenzweiten. Sie scheiterte mit ihrer Mannschaft aber in der ersten Play-off-Runde durch eine 1:2-Niederlage gegen Portugal.
Da erstmals das Abschneiden bei der WM für die europäischen Teams nicht entscheidend für die Qualifikation zu den Olympischen Spielen 2024 war, hatten die Belgierinnen noch die Chance sich über die UEFA Women’s Nations League 2023/24 für die Spiele in Paris zu qualifizieren. Die Belgierinnen konnten zwar das erste Spiel daheim gegen Ex-Europameister Niederlande und später auch das Heimspiel gegen Europameister England gewinnen, gegen Schottland gab es aber nur Remis und die Auswärtsspiele gegen die Niederlande und England wurden verloren. Damit verpassten sie als Gruppendritte nicht nur das Final Four Turnier, bei dem um zwei Olympiatickets gespielt wurde, sondern mussten auch in die Relegation. Hier setzten sie sich aber mit zwei 5:1-Siegen gegen Ungarn durch, so dass sie in Liga A bleiben. Kassandra kam in den sechs Gruppenspielen und einem Play-off-Spiel zum Einsatz. Am 26. September 2023 erzielte sie beim 1:1 gegen Schottland ihr erstes Länderspieltor.
In der für die Belgierinnen letztlich doch erfolgreich verlaufenen Qualifikation für die EM 2025 wurde sie in fünf der sechs Gruppenspiele sowie den vier Play-off-Spielen eingesetzt und erzielte ein Tor.
Am 11. Juni wurde sie für den EM-Kader nominiert. Sie wurde lediglich im zweiten Gruppenspiel für die letzten zehn Minuten eingewechselt und schied mit der Mannschaft als Gruppendritte nach der Vorrunde aus.

## Erfolge
- Belgische Meisterschaft: 2020/21